# 丸毛登
丸毛 登（まるも のぼる）は、日本の工学者（通信工学〈無線通信〉）。神奈川県横浜生まれ、藍綬褒章受章。

## 来歴
1904年、東京開成中学校（現・開成高等学校）を中退。1907年、内務省雑用係をしながら東京物理学校全科（数・理化）卒業。
1912年、逓信省入省、電気試験所にて鳥潟右一の下、通信工学（特に無線通信）の研究に従事。
1913年、日本初の無線電話実験に成功。1917年、世界初の無線電話と有線電話の接続実験に成功。1924年、逓信省電気試験所平磯出張所に高さ60 mのアンテナを立て、サンフランシスコKGO局の海外向け短波放送の日本初受信に成功。
1927年、早稲田大学理工学部非常勤講師を兼務（2年間）。1928年、日本放送協会に移籍、仙台放送局東北支部技術部長に就任。
1932年、大阪放送局関西支部技術部長（1934年改組により大阪中央放送局技術部長）に就任。1934年、海外の放送事業の調査のため、アメリカ・ヨーロッパに渡り、リスボンでの国際電気通信連合無線通信部門に日本代表の一人として参加。また同年にMH型マイクロホン（型名は開発者の丸毛登と星佶兵衛の頭文字をとった）を開発。
1936年、NHK放送技術研究所所長代理兼第2部長（受信）に就任。1941年、日本ビクター入社、参与顧問に就任。1944年、取締役技師長（兼海軍大佐（1年間））に就任。
1945年、桐生高等工業学校（現 群馬大学工学部）非常勤講師を兼務（半年間）。1948年、日本ビクターを退職、三光社製作所（後のエルナー）取締役製造部長に就任。1950年、東京理科大学非常勤講師を兼務（18年間）、藍綬褒章受章。